# Dune 2000
Dune 2000 là trò chơi điện tử thể loại chiến lược thời gian thật do Intelligent Games phát triển và Westwood Studios phát hành cho hệ điều hành Microsoft Windows. Tác phẩm đã phát hành vào ngày 31 tháng 8 năm 1998 sau đó phiên bản cho hệ PlayStation đã phát hành vào ngày 31 tháng 10 năm 1999. Công cụ thực hiện trò chơi giống với trò Command & Conquer: Red Alert của Westwood. Đây là phiên bản làm lại của trò Dune II, dù được giới thiệu là phiên bản làm lại của Dune II nhưng cốt truyện lại hoàn toàn khác phiên bản gốc. Trò chơi đã nhận được nhiều đánh giá khác nhau nhìn chung là ở mức trung bình. Phiên bản nối tiếp là Emperor: Battle for Dune đã phát hành vào năm 2001.

## Cốt truyện
Hoàng đế Corrino (Adrian Sparks) đã đề ra một thách thức rằng gia tộc nào có thể gánh vác việc sản xuất hương dược thì sẽ được quyền kiểm soát nguồn tài nguyên này trên hành tinh sa mạc Arrakis, các gia tộc luôn tìm cách để đạt được mục tiêu bất chấp luật lệ. Trong khi đó, Lệnh bà Elara (Musetta Vander) của Bene Gesserit và là tì thiếp của Hoàng đế, bí mật nắm quyền chỉ huy - người chơi - một trong những chiếc tàu Heighliner, một người có dòng máu và tương lai mà Nữ giáo đoàn đã kiểm tra. Theo lời Elara, họ nhìn thấy nhiều viễn cảnh về người chỉ huy chết hụt nhiều lần—và chỉ có mỗi cảnh tượng về viên tư lệnh sống sót và thậm chí còn lên nắm quyền kiểm soát một đạo quân khổng lồ và mang lại hòa bình về cho Arrakis.

## Phe phái
Như trong Dune II, ba phe chính chơi được là Nhà Atreides, Nhà Harkonnen và Nhà Ordos. Ngoài ra còn có bốn phe phụ không điều khiển được: Nhà Corrino, người Fremen, lính đánh thuê (Mercenaries) và dân buôn lậu (Smugglers). 
Nhà Atreides
Đến từ hành tinh nước Caladan, Nhà Atreides hết lòng trung thành với vị Công tước của họ và đi theo ông với lòng nhiệt thành. Mentat nổi tiếng của Công tước là Noree Moneo (John Rhys-Davies), đóng vai trò cố vấn và đứng vào hàng ngũ lực lượng của Công tước trên Arrakis. Phi đội tàu chim của gia tộc này đảm bảo sức mạnh không quân vượt trội của họ dưới sự yểm trợ của loại xe thiết giáp Sonic Tanks nhằm tiêu diệt kẻ thù một cách nhân đạo. Công tước cũng muốn phát triển mối quan hệ đồng minh với người Fremen, vốn là các chiến binh bản địa của Dune.
Nhà Harkonnen
Nhà Harkonnen nằm dưới sự cai quản của vị Nam tước độc ác và đến từ hành tinh hoang sơ đầy núi lửa Giedi Prime. Theo lời Lệnh bà Elara, thứ mang dáng vẻ con người duy nhất về Harkonnen là cấu tạo di truyền của họ, khi toàn bộ nhân tính đã bị bỏ mặc từ lâu để đổi lấy sự tàn bạo và điên rồ, thiên về hỏa lực thuần túy bởi loại xe thiết giáp Devastator Tanks và pháo tự hành Death Hand Missile. Mentat của Nam tước là Hayt De Vries (Robert Carin) được sinh ra từ xác thịt của một người chết trong Tleilaxu Flesh Vats.
Nhà Ordos
Nhà Ordos bắt nguồn từ hành tinh không tên giá lạnh, có băng bao phủ trong Dune 2000 nhưng về sau gọi là Sigma Draconis IV trong Emperor: Battle for Dune. Khi họ tự nhập khẩu hàng hóa từ hệ sao gần đó, Nhà Ordos dựa vào kỹ năng của một thương nhân để kiếm lợi nhuận cho riêng mình; thế nhưng, sự giàu có đã làm cho họ ngày càng hoang tưởng. Theo như trong cuốn hướng dẫn, Nhà Ordos tự mua tất cả các đơn vị quân thay vì gầy dựng nên chúng, bao gồm Saboteurs chuyên phá hủy nhà cửa và Deviator Tanks tạm thời khiến cho khí tài của quân địch quay lại đánh lẫn nhau. Không giống như hai gia tộc kia, Nhà Ordos không được đề cập trong bất kỳ cuốn tiểu thuyết Dune nào của Frank Herbert, nhưng có nhắc đến qua bộ kinh sách không chính thức Dune Encyclopedia.

## Cách chơi
Cốt truyện lấy bối cảnh trên hành tinh Arrakis trong tác phẩm Dune của Frank Herbert. Người chơi sẽ chọn một trong ba gia tộc đối địch với nhau cùng đến hành tinh này với một mục đích chung là khai thác một loại tài nguyên chỉ có ở đây nhưng có vai trò rất lớn với các nền văn minh ngoài hành tinh đang sử dụng nó. Do ba gia tộc này đối địch với nhau cùng với việc hoàng đế đã cho phép giải quyết mâu thuẫn bằng vũ lực nên chiến tranh đã nổ ra trên hành tinh này trong việc tranh giành tài nguyên. Mỗi gia tộc dùng tiền kiếm được từ việc khai thác tài nguyên để xây dựng lên căn cứ và tìm cách đánh bại đối thủ cho việc chiếm trọn hành tinh. Với mỗi gia tộc thì dù hầu hết các đơn vị theo chuẩn chung nhưng cũng có một vài đơn vị đặc biệt mà chỉ có các gia tộc khác nhau mới có. Do đặc điểm khắc nghiệt trên hành tinh Dune nên các công trình cần được xây dựng trên nền bê tông nếu không thì sức chịu đựng của công trình sẽ tự động giảm dần và sụp đổ ngoài ra việc di chuyển ở môi trường sa mạc cũng khá nguy hiểm do những con sâu cát khổng lồ ẩn dưới lòng đất luôn muốn nuốt tất cả các phương tiện cơ giới ở gần nhất là các xe khai thác.

## Âm nhạc
Toàn bộ các bản nhạc dùng trong trò chơi đều do Frank Klepacki biên soạn và thực hiện. Không có thông tin chính thức về việc các bản nhạc này được phát hành thành album nhưng 14 bài trong số chúng được đăng tải trực tuyến trong trang mạng riêng của nhạc sĩ.
| STT | Nhan đề              | Thời lượng |
| --- | -------------------- | ---------- |
| 1.  | "Harkonnen Battle"   | 4:21       |
| 2.  | "The Ambush"         | 4:16       |
| 3.  | "The Atreides Gain"  | 4:18       |
| 4.  | "Attack On Arrakis"  | 4:06       |
| 5.  | "Enter the Ordos"    | 5:15       |
| 6.  | "Fight For Power"    | 5:55       |
| 7.  | "The Fremen"         | 4:33       |
| 8.  | "Land of Sand"       | 5:07       |
| 9.  | "Plotting"           | 4:34       |
| 10. | "Rise of Harkonnen"  | 3:39       |
| 11. | "Robotix"            | 4:13       |
| 12. | "Spice Scouting"     | 5:14       |
| 13. | "Under Construction" | 4:34       |
| 14. | "The Waiting Game"   | 4:16       |

## Đón nhận
Trò chơi đã nhận được nhiều đánh giá khác nhau tại các trang chuyên về trò chơi điện tử nhưng nhìn chung là hầu hết đánh giá ở mức trung bình. GameSpot đánh giá trò chơi là 5.5/10, GameRankings là 57.6%, IGN là 5.3/10 riêng tại Metacritic thì đánh giá là 8.4/10... GameSpot đã nhận xét công cụ dùng để thực hiện trò chơi là hơi bị lỗi thời khi trò chơi được phát hành nhưng đánh giá phần âm nhạc của trò chơi là xuất sắc. Còn tại IGN thì than vãn về vấn đề AI của trò chơi quá tệ và chức năng diều khiển không được tốt với nhận xét là "Hình như Westwood không muốn trò chơi lấy mất tiếng vang của các tác phẩm chủ đạo khác nên đã làm nó một cách nửa vời".